# Нородом Арун Расмей
Нородом Арун Расмей (кхмер. នរោត្តម អរុណរស្មី; 2 октября 1955, Пномпень) — камбоджийская принцесса, политическая деятельница и дипломат, посол Камбоджи в Малайзии. В 2013—2015 — председательница партии ФУНСИНПЕК. Младшая дочь Нородома Сианука.

## Происхождение
Родилась в королевской семье Камбоджи. Нородом Сианук, отец Арун Расмей, неоднократно являлся главой государства, в 1941—1955 и 1993—2004 — королём Камбоджи. Мам Маниван Панивонг, мать Арун Расмей, по национальности лао, в 1949—1955 была королевой-консорт, в 1975 погибла от рук Красных кхмеров.
Среднее образование Нородом Арун Расмей получила на родине. Годы гражданской войны, полпотовского геноцида и кампучийского конфликта провела в США. Работала в финансовых учреждениях — Банке Калифорнии (Лонг-Бич, 1980—1985), Siam Commercial Bank (Нью-Йорк, 1985—1991).

## Дипломатия и партийная политика
После Парижских мирных соглашений Нородом Арун Расмей вернулась в Камбоджу. С 1992 по 1997 была заместителем, затем директором Сельскохозяйственного банка. Состояла в руководстве камбоджийского Красного креста. Участвовала в дипломатических мероприятиях, была членом Дамского круга АСЕАН (собрания жён видных политиков и дипломатов государств Юго-Восточной Азии), с 2004 — посол Камбоджи в Малайзии.
Нородом Арун Расмей состоит в монархической партии ФУНСИНПЕК. После отстранения Нородома Ранарита с поста председателя партии в 2006 году, Нородом Арун Расмей и её муж Кео Пут Расмей выдвинулись в высшее партийное руководство. В 2006—2011 председателем ФУНСИНПЕК являлся Кео Пут Расмей, в 2013—2015 — Нородом Арун Расмей. Принцесса Арун Расмей дважды выдвигалась от ФУНСИНПЕК в премьер-министры Камбоджи.

Мы избрали принцессу Арун Расмей кандидатом в премьеры потому что поощряем участие женщин в политике. Во-вторых, она никогда не имела отношения к коррупции и непотизму. В-третьих, она дочь Короля-Отца.

Нхек Бун Чхай

Во главе ФУНСИНПЕК принцесса Арун Расмей выступала за укрепление монархической государственности и гражданского мира, в защиту территориальной целостности Камбоджи. Однако ни выборы 2008 года, ни выборы 2013 не принесли успеха ФУНСИНПЕК.
С января 2015 года председателем ФУНСИНПЕК вновь является принц Нородом Ранарит, сводный брат принцессы. Некоторое время Нородом Арун Расмей занимала пост вице-председателя партии, но в марте 2015 подала в отставку.

Она была нужна, чтобы придать партии королевскую ауру. Теперь, когда вернулся принц, её участие стало необязательным.

## Титулы и семья
Дважды — в 1994 и 2004 — король Сианук присваивал Нородом Арун Расмей титулы преах и самдек. Принцесса награждена рядом королевских орденов.
Первый брак Нородом Арун Расмей заключила в 1970 году в США: её мужем был принц Сисоват Сирират. В браке супруги имели троих детей. В 1991 году в Пекине Нородом Арун Расмей вышла замуж за финансиста и дипломата Кео Пут Расмея. От этого брака имеет двоих детей.
Принцесса известна в светских кругах Восточной Азии. Выполняет специальные дипломатические миссии королевской семьи — например, поддержание связей с Японией.